# João Gabriel Perboyre

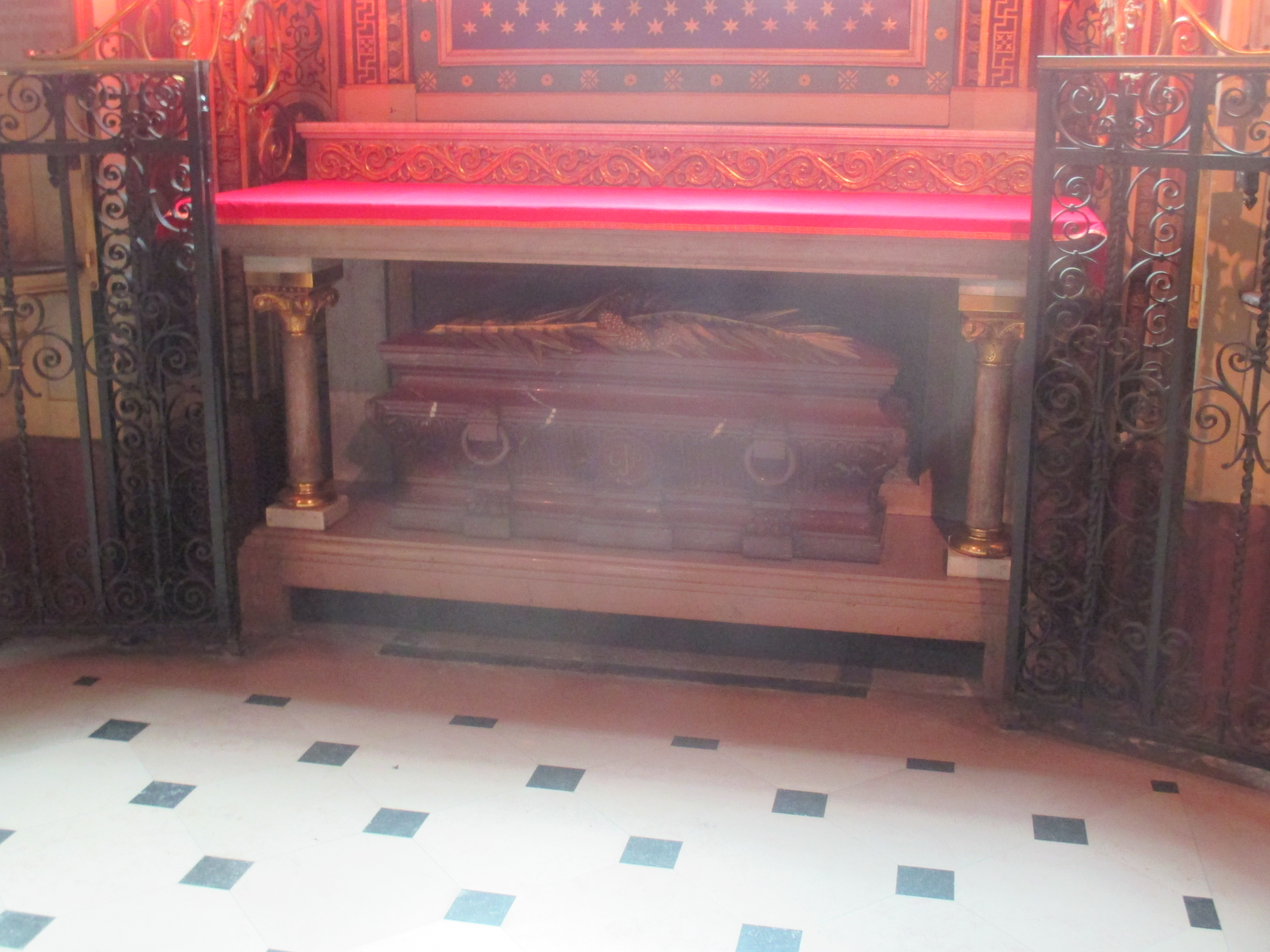
Túmulo de São João Gabriel Perboyre na capela de São Vicente de Paulo em Paris

João Gabriel Perboyre (Le Puech, 6 de janeiro de 1802 – Wuchang, 11 de setembro de 1840) foi um sacerdote católico e missionário, martirizado durante uma tentativa de catequização na atual China.
Era o primogênito dos oito filhos do casal de agricultores Pedro e Maria Rigal.
Em 27 de dezembro de 1818, foi admitido na Congregação da Missão em Montauban, e em 28 de dezembro de 1820, fez os votos perpétuos, sendo enviado para completar os estudos em Paris. Depois de se formar em 1823, iniciou a atividade missionária na França, lecionando no seminário de Montdidier. Foi ordenado sacerdote em 23 de setembro de 1826 na capela das Filhas da Caridade, e em 1832 foi designado supervisor dos noviços da congregação.
Em 21 de março de 1835, após anos tentando obter permissão para empreender uma missão no Extremo Oriente, partiu do porto de Le Havre com destino à China. Chegou ao seu destino, o porto de Macau, cinco meses depois, em 29 de agosto. Após dominar a língua chinesa, em março de 1837 iniciou seu trabalho missionário, realizando seus sonhos nas províncias de Honã e Hubei. No entanto, acabou sendo preso e torturado por difundir a fé católica, sendo por fim martirizado, amarrado em uma cruz e enforcado, no dia 11 de setembro de 1840 em Wuchang, uma localidade em Wuhan. Suas relíquias repousam na capela de São Vicente de Paulo, em Paris.
João Gabriel foi beatificado no dia 10 de novembro de 1889 pelo Papa Leão XIII e canonizado no dia 2 de junho de 1996, por São João Paulo II. Como primeiro santo missionário na China, João é comemorado no dia 11 de setembro pela Igreja Católica.